# Nordmannsgran
Nordmannsgran (Abies nordmanniana) er et op til 35 m højt, stedsegrønt nåletræ med en bred og kegleformet vækst. Meget gamle træer kan dog blive kuplede med flad krone. Nordmannsgran anvendes ofte som juletræ.

## Beskrivelse
Barken er først meget lyst grøn. Den skifter via lysebrunt meget snart til gråbrun og helt grå. Stammebarken er glat, men helt uden de harpiksfyldte blærer, som ellers er et kendetegn hos Abies-arterne. Nålene er stive og læderagtige. De sidder fordelt, så kun undersiden af skuddet er fladt (modsat Alm. Ædelgran, hvor nålene danner flade skud med “midterskilning”). I spidsen er der et lille, men tydeligt indhak. Oversiden er mørkegrøn og blank, mens undersiden bærer to hvidblå striber. Koglerne er oprette og cylindriske. De ses efter 15-20 år. Frøene modner af og til i Danmark, men de spirer kun under de rette betingelser.
Rodnettet er kraftigt med en tydelig pælerod.
Højde x bredde og årlig tilvækst: 25 x 15 m (30 x 15 cm/år).

## Hjemsted
Nordmannsgran gror på bjergskråningerne i Kaukasus, hvor den erstatter Alm. Ædelgran. På Svanetibjergene i Øvre Svaneti nationalpark, som ligger på sydsiden af Kaukasus, dvs. op mod Georgiens grænse til Rusland, findes mange steder nåleskove, domineret af nordmannsgran og orientalsk gran (Picea orientalis). Disse skove findes hovedsageligt i højder op til 1.850 m over havet, og her vokser de to dominerende arter sammen med bl.a. Aconitum nasutum (en art af stormhat), Adenostylus macrophylla, (en art af hovblad), ahorn, almindelig ask, almindelig bøg, almindelig humlebøg, bredbladet klokke, bævreasp, Cirsium oblongifolium (en art af tidsel), Festuca drymeja (en art af svingel), fuglekirsebær, guldazalea, havegaltetand, hjertebladet storkenæb, Ilex colchica (en art af kristtorn), Inula grandiflora (en art af alant), Pulsatilla aurea (en art af kobjælde), Rubus platyphyllos (en art af brombær), Ruscus colchicus (en art i slægt med musetorn), Senecio pojarkovae, Senecio propinquus og Senecio rombifolius (arter af brandbæger), kaspisk eg, kaukasisk blåbær, kaukasisk vedbend, klæbrig salvie, kranskonval, kæmpeturt, laurbærkirsebær, lundrapgræs, pontisk dafne, pontisk rododendron, seljepil, skovrørhvene, stor frytle, storbladet elm, Viburnum orientale (en art af kvalkved) og vortebirk
Normannsgran indgår dog også i blandede løv- og nåleskove på lavere liggende steder. Således findes arten i det vestlige Georgien ud mod Sortehavet i plantesamfundet Querco robori-Fagetea sylvaticae sammen med bl.a. avnbøg, Ilex colchica, kaukasisk vedbend, laurbærkirsebær, orientalsk bøg, orientalsk gran, pontisk rododendron, rødel, Smilax excelsa (en art af sarsaparil) og ægte kastanje

## Juletradition
Nordmannsgran er europærernes foretrukne juletræ og populariteten ser ud til at vokse år for år. Dette skyldes blandt andet tilgængeligheden og kvaliteten af de træer som udbydes i Europa. Også i Danmark er Nordmannsgran det mest brugte juletræ, efterfulgt af rødgran. Populariteten skyldes bl.a. at træet sjældent mister sine nåle efter det er fældet.
I Danmark dyrkes nordmannsgran til juletræer næsten udelukkende fra frø, der er høstet i den georgiske frøkilde "Ambrolauri, Tlugi", som ligger i den ovennævnte Øvre Svaneti nationalpark, dvs. oven for Shaorisøen i 1.140-2.000 m højde.
| Portal | Portal:Botanik |

## Note
1. ↑  Georgia’s Protected Areas Program: ’’Upper Svaneti Protected Areas Management Plan’’ (engelsk)
2. ↑  G. Filibeck, P.V. Arrigoni og C. Blasi: Some phytogeographical remarks on the forest vegetation of Colchis (Western Georgia) (engelsk)